# Стинтино
Стинтино (итал. Stintino) — коммуна в Италии, располагается в регионе Сардиния, в провинции Сассари.
Население составляет 1 624 человек (30-6-2019), плотность населения составляет 27,51 чел./км². Занимает площадь 59,04  км². Почтовый индекс — 7040. Телефонный код — 079.
Покровительницей коммуны почитается Пресвятая Богородица (Beata Vergine della Difesa), празднование 8 сентября.

## Демография
Динамика населения:

## Администрация коммуны
- Официальный сайт: http://www.comune.stintino.ss.it/

## Примечание
1. ↑  Statistiche demografiche ISTAT. demo.istat.it. Дата обращения: 28 ноября 2019. Архивировано 24 июля 2019 года.